# 川菜
川菜是中國菜中的四大菜系之一，因發源於四川地區（含今重慶直轄市）而得名。以麻、辣、鮮、香的口味作為其菜系之特色。其中，麻辣是川菜最具特色的口味，川渝人也以能吃辣而聞名。

## 歷史
川菜是一个历史悠久的菜系，发源于古代的巴国和蜀国。巴国“土植五谷，牲具六畜”，盛产鱼、盐、茶、蜜；蜀国“山林泽鱼，园囿瓜果，四代节熟，靡不有焉”。当时巴蜀已将卤水、岩盐、川椒、薑作为调味品。战国时期墓地出土了青铜器和陶器食具等文物，可见当时川菜已有萌芽。
川菜的形成可追溯至秦朝至三国时期。这一阶段，成都逐渐发展为四川地区的政治、经济与文化中心，川菜在食材选取、调味品使用及刀工火候的要求已初具规模。秦惠王和秦始皇时期，曾先后两次向蜀地大规模移民，中原地区的先进生产技术随之传入四川，显著推动了当地生产力的发展，为川菜的早期形成奠定了物质与技术基础。在秦代的基础上，汉代的巴蜀地区更加富庶。张骞出使西域后，带来了胡瓜、胡豆、胡桃、大豆、大蒜等品种，又为川菜增加了烹饪原料和调料。西汉时国家统一，无论是官办还是私营的商业都比较发达。成都成为西汉五大城市之一。三国时期，魏、蜀、吴鼎立，刘备定都成都，虽然天下三分，但四川地区相对稳定，创造了良好的发展条件，这为川菜菜系的形成打下坚实的基础。
曹操在《四时食制》中，写道“郫县子鱼，黄鳞赤尾，出稻田，可以为酱”；黄鱼“大数百斤，骨软可食，出江阳、犍为。”还提到了“蒸鲇”，可见当时已有清蒸鲶鱼的菜式。西晋文学家左思在《蜀都赋》中描写了当时四川宴席的盛景：“若其旧俗，终冬始春，吉日良辰，置酒高堂，以御嘉宾”。
唐代的李白、杜甫都和川菜有不解之缘。李白幼年随父迁居锦州隆昌（现在的四川江油青莲镇），直至25岁才离开四川。在四川近20年的生活中，他热爱当地名菜焖蒸鸭子。厨师宰鸭后，将鸭放入容器内，加入酒以及各种调料，并注入汤汁，封严容器口。鸭子蒸烂后，保持原汁原味，既香且嫩。天宝元年，李白入京供奉翰林。他对焖蒸鸭子进行仿制，用百年陈酿花雕、枸杞子、三七等食材，蒸好后进献给玄宗。皇帝非常高兴，将此菜命名为“太白鸭”。杜甫长期居住四川草堂，他还留下了关于“太白鸭”的赞美诗歌《观打鱼歌》。
川菜在宋代已经形成流派，当时川菜越过巴蜀境界，进入中原，为世人所知。宋代的大文学家苏轼同川菜也有千丝万缕的联系。苏轼祖籍四川，从小生活在四川，苏轼的诗歌中，描写美食的特别多，如“秋来霜露满冬园，芦菔生儿芥有孙。我与何曾同一饱，不知何苦食鸡豚”，“芥蓝如菌蕈，脆美牙颊响。白菘类羔羊，冒土出熊掌”。表达了苏轼对川菜的怀念。苏轼不仅写下了脍灸人口的《老饕赋》，还发明了东坡肉、东坡羹和玉糁羹等佳肴，为川菜作出可贵的贡献。川菜当时的影响范围主要是中原。产生麻辣口感的花椒原生於中國秦蜀等地，《神農本草經》載有秦椒及蜀椒。辛辣味道则主要靠薑、芥子和茱萸。
元、明、清定都北京后，入川官吏人数增多，大批北京厨师随之定居成都，经营饮食业，进一步推动川菜发展，使得川菜成为中国的主要地方菜系。明末清初，辣椒由美洲經歐洲引入中國，到清朝中期，中国菜确定主要调味剂——辣椒和蔗糖的运用。川菜也開始用上辣椒调味，遂形成以麻辣味为主的料理方式，现代意义上的川菜開始成形。1646年，肅親王豪格殺張獻忠後，大批漢人西徙四川，創製出四川獨有的迩調技藝。 清乾隆年间，四川罗江文人李调元在其《函海·醒园录》中系统地搜集了川菜的38种烹调方法，如炒、滑、爆、煸、熘、炝、炸、煮、烫、糁、 煎、贴、酿、卷、蒸、烧、焖、炖、摊、煨、烩、淖、烤、烘、粘、汆、糟、醉、冲等，以及冷菜类的拌、卤、熏、腌、腊、冻、酱等。
晚清以来，川菜逐步形成地方风味极其浓郁的菜系，由筵席菜、大众便餐菜、家常菜、三蒸九扣菜、风味小吃等5类菜肴组成完整的风味体系。其风味则是清、鲜、醇、浓并重，并以麻辣著称。对长江上游和滇、黔等地均有相当的影响。大量名菜也于当时出现。同治年间，成都万福桥边有家小饭店，面带麻子的陈姓女店主用嫩豆腐、牛肉末、辣椒、花椒、豆瓣酱等食材与调料，制作了著名的“麻婆豆腐”，后来饭店也改名为“陈麻婆豆腐店”。咸丰年间的贵州籍进士丁宝桢，人称“丁宫保”。曾任山东巡抚，后任四川总督。他很喜欢吃用花生和嫩鸡丁肉做成的炒鸡丁，后来这道菜传入市侩，成为“宫保鸡丁”。
根据2023年发布的《川菜产业高质量发展研究报告（2023）》，截至2023年上半年，中国大陆共有川菜门店32万家，远超粤菜（13.8万家）和江浙菜（12.2万家）等其它菜系；若以此计算，川菜已成为中国第一大菜系。

## 特點
川菜以成都和重庆两地的菜肴为代表。所用的调味品有花椒、胡椒、辣椒，合稱“三椒”；葱、薑、蒜，合稱“三香”；以及郫县豆瓣酱、永川豆豉等亦使用频繁，以調味為重點的有“鱼香”、“怪味”等菜。川菜的风格朴实而又清新，官家川菜精细别致，农家川菜具浓厚的乡土气息。
川菜有“七滋八味”之说，“七滋”指甜、酸、麻、辣、苦、香、鹹；“八味”即是鱼香、酸辣、椒麻、怪味、麻辣、红油、乾燒、乾炒。
川菜突出的是麻、辣、香、鲜及油大、味厚的特点，重用“三椒”和鲜薑。在7种基本味型的基础上，又可调配变化为多种复合味型。
川菜的复合味型有24多种，如鹹鲜味型、家常味型、麻辣味型、糊辣味型、鱼香味型、薑汁味型、怪味味型、椒麻味型、酸辣味型、红油味型、蒜泥味型、麻酱味型、酱香味型、烟香味型、荔枝味型、五香味型、香糟味型、糖醋味型、甜香味型、陈皮味型、芥末味型、鹹甜味型、椒盐味型、糊辣荔枝味型、茄汁味型等等，形成了川菜的特殊风味。这其中以鱼香、红油、怪味、麻辣较为常见。
在川菜烹饪过程中，如能运用味的主次、浓淡、多寡，调配变化，加之选料、切配和烹调得当，即可获得色香味形俱佳的具有特殊风味的各种美味佳肴。

### 烹調
川菜烹调讲究品种丰富、味多，並讲究烹饪技术、制作工艺精细、操作要求严格。
川菜烹调有几个特点：一是选料严格、二是刀工精细、三是合理搭配。

#### 烹調方法
在烹调方法上常用炒、滑、熘、爆、煸、炸、煮、煨等，尤为小煎、小炒、干煸和干烧有極具特色。
- 热菜类：

炒、滑、爆、煸、溜、炝、炸、煮、烫、糁、煎、蒙、贴、酿、卷、蒸、烧、焖、炖、摊、煨、烩、淖、烤、烘、粘、汆、糟、醉、冲
- 冷菜类：

拌、滷、燻、醃、腊、冻、醬

## 派別

### 成都派（蓉派）
基於川西一帶，因地處長江四川段上游，故又稱「上河幫」。此派菜式精致细腻，多为流传久远的传统川菜，旧时历来作为四川总督的官家菜，一般酒店中高级宴会菜式中的川菜均以成都川菜为标准菜谱制作。其中被誉为川菜之王，名厨黄敬临在清宫御膳房时创制的高级清汤菜，常常用于比喻厨师厨艺最高等级的“开水白菜”便是成都川菜登峰造极的菜式。
成都地处天府之国川西平原，因此蓉派川菜讲求用料上等，配比精细准确，严格以传统经典菜谱为准，其味温和，绵香悠长。通常颇具典故。近几年风靡全国的清油火锅是成都人改良的。
代表菜式：
- 家常菜
  - 麻婆豆腐
  - 回锅肉
  - 宫保鸡丁
  - 东坡肘子
  - 鹹燒白
  - 粉蒸肉
  - 夫妻肺片
  - 蚂蚁上树
  - 灯影牛肉
  - 蒜泥白肉
  - 口水鸡
  - 辣子鸡
  - 花椒鸡
  - 樟茶鸭
  - 白油豆腐
  - 鱼香肉丝
  - 泉水豆花
  - 烧白
  - 酸辣汤[原創研究？]
- 宴会菜
  - 东坡墨鱼
  - 清蒸江团
  - 圆笼糯香骨
  - 开水白菜

### 重慶派（渝派）
渝菜主要流行于重庆市。因重庆曾属于四川省，并一度地处长江四川段下游，故渝菜又称“下河帮”。以菜式粗犷，花样翻新迅速、用料大胆、不拘泥于材料闻名。

### 自貢派（鹽幫派）
基於川南自貢、宜宾、内江及泸州一帶，因川南地處長江四川段中游，故又稱「小河幫」。內部更再可細分为盐商菜、盐工菜、会馆菜三大支系，以麻辣味、辛辣味、甜酸味为三大类别。自贡境內有多座鹽井，故此自古以來盛產井鹽，而鹽業亦為該地帶來巨大商業利潤的並令當地經濟發達，故鹽幫菜以精致、奢华、怪异、麻辣、鲜香、鲜嫩味浓为特色。除了自贡鹽幫菜，其它川南城市也各具特色，例如内江有著名的球溪鲶鱼系列，宜宾则是冷锅鱼、兔火锅的发源地，小吃也非常有名，宜宾特色：宜宾燃面、竹海名菜、李庄白肉、猪儿粑、泥溪芝麻糕、柏溪潮糕、兔火锅。泸州特色小吃：白糕、黄粑、猪儿粑、窖沙珍珠丸、两河桃片、合江烤鱼、姜氏卤菜一绝、老牌鸭子、朱氏杂酱。
特色菜：
- 烧鹅掌
让数十只活鹅跑过预先铺上的烧红木炭，将鹅掌烫出燎泡后再砍下去骨烹调
- 炒空心菜
将空心菜预先灌入肉馅，然后炒制
- 火鞭子牛肉
- 冷吃兔
- 冷吃牛肉
- 凉拌鸡丝
- 富顺豆花
- 跳水鱼
- 鲜锅兔
- 牛佛烘肘
- 宜宾燃面
- 猪儿粑
- 李庄白肉
- 干煸四季豆
- 盐煎肉
- 甜皮鸭

## 川菜菜式

### 代表菜
川菜的代表菜有：宫保鸡丁、干烧鱼、回锅肉、麻婆豆腐、家常豆腐、黄焖鸭、夫妻肺片、锅巴肉片、合川肉片、江津肉片、樟茶鸭子、干煸牛肉丝、怪味鸡块、灯影牛肉、鱼香肉丝、水煮牛肉、水煮肉片等。

### 不辣的川菜
川菜的不用辣椒烹饪手法有香糟、荔枝、糖醋、椒盐、曝腌、水晶、软烧、酱汁、烤、酱烧、红烧、白汁、清炖、清汤、奶汤、锅贴、芙蓉、香酥、豆渣、三鲜、清蒸、京酱、冰糖、蜜汁等等。
不辣的名菜有东坡肘子、黄焖鸭、锅巴肉片、合川肉片、江津肉片、黄烧鱼翅、白汁鱼唇、清汤鱿鱼方、清蒸元鱼、烤乳猪、樟茶鸭子、红烧牛头、豆渣猪头、坛子肉、肝糕汤、口袋豆腐、龙眼烧白、跷脚牛肉、老妈蹄花、平锅豆腐、桃园香芋丝和水果汤圆、竹蓀等等，其中尤以开水白菜最为淡雅。

### 小吃
四川各地小吃通常也被看作是川菜的组成部分。由于重庆地区小吃相对较少，除重庆麻辣小麵外，川菜小吃主要以成都小吃为主。主要有担担面、川北凉粉、麻辣小麵、酸辣麵、 酸辣粉、叶儿粑、酸辣豆花、三合泥、红油抄手等以及用创始人姓氏命名的赖汤圆、龙抄手、钟水饺、吴抄手等。
甜品方面，以原产四川眉山的冰粉和四川宜宾长宁县的凉糕最有名。

## 健康問題
在川菜中，高鈉問題屢見不鮮。川菜的普遍菜式因濃郁，厚重口味的需要，加入類似郫縣豆瓣等鈉含量極高的調味料。在一些質量不佳的四川泡菜中，更會含有亞硝酸鹽，過多食用對身體健康會產生嚴重影響。
同時，川菜因口味需要，大部分菜式加入大量辣椒，對並無吃辣習慣之人士可能帶來腸胃問題。但辣椒含有大量营养成分,常被称为蔬菜中的肉类。

## 图片集

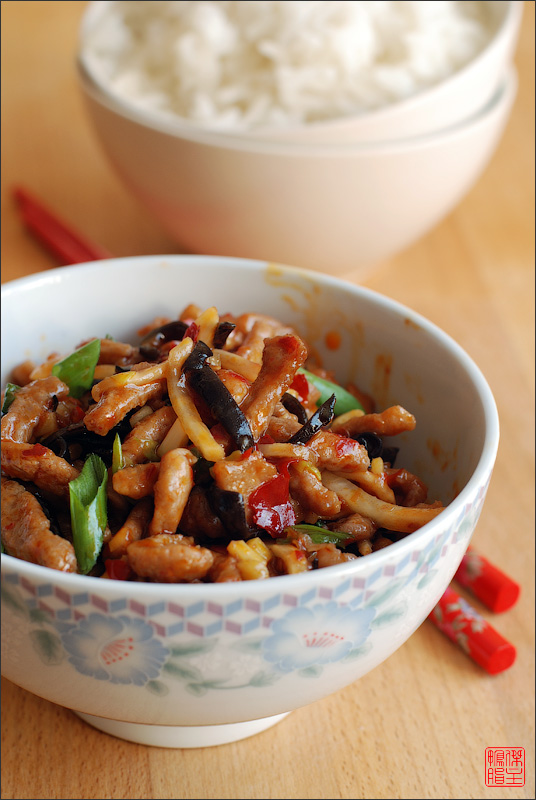
鱼香肉丝
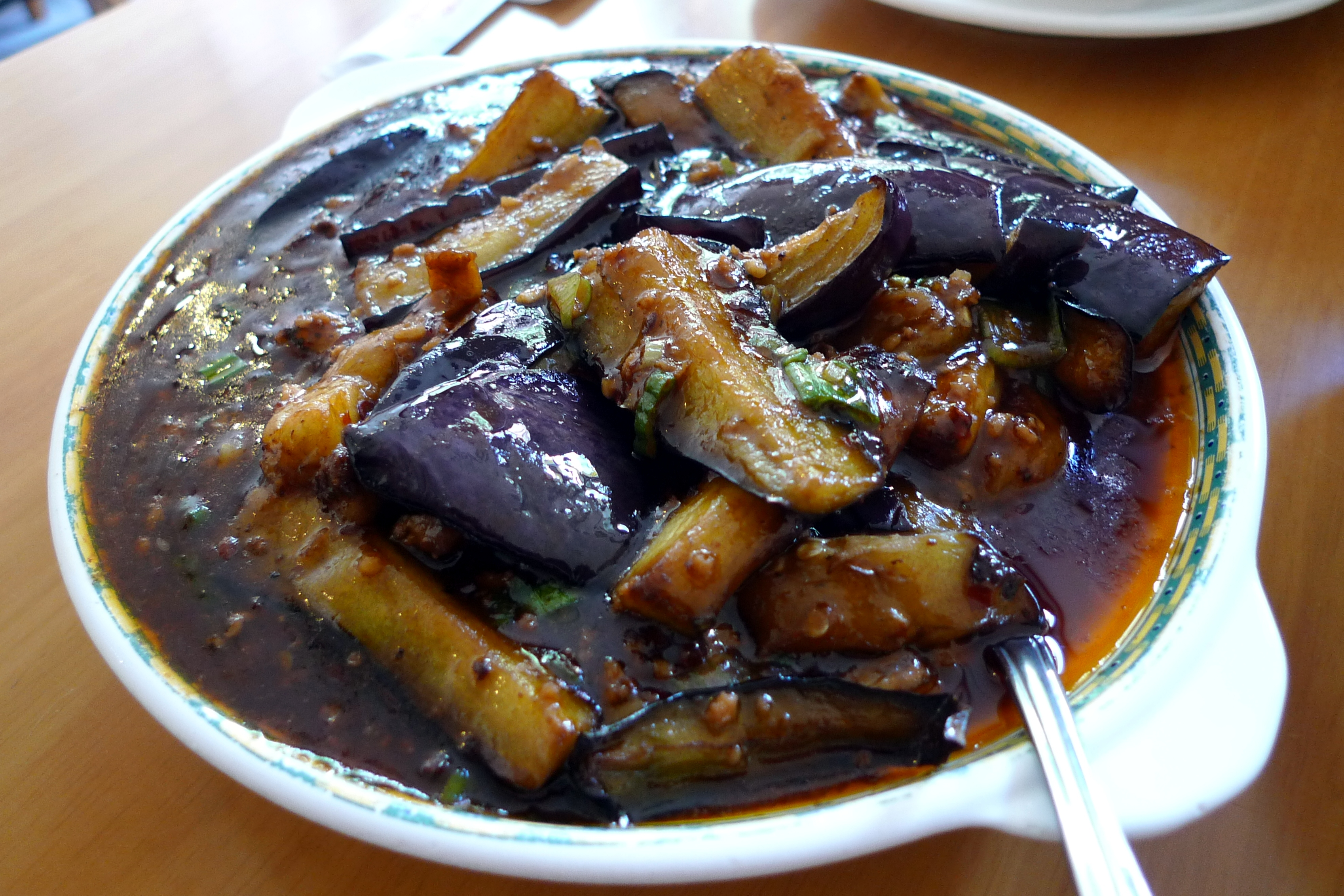
鱼香茄子
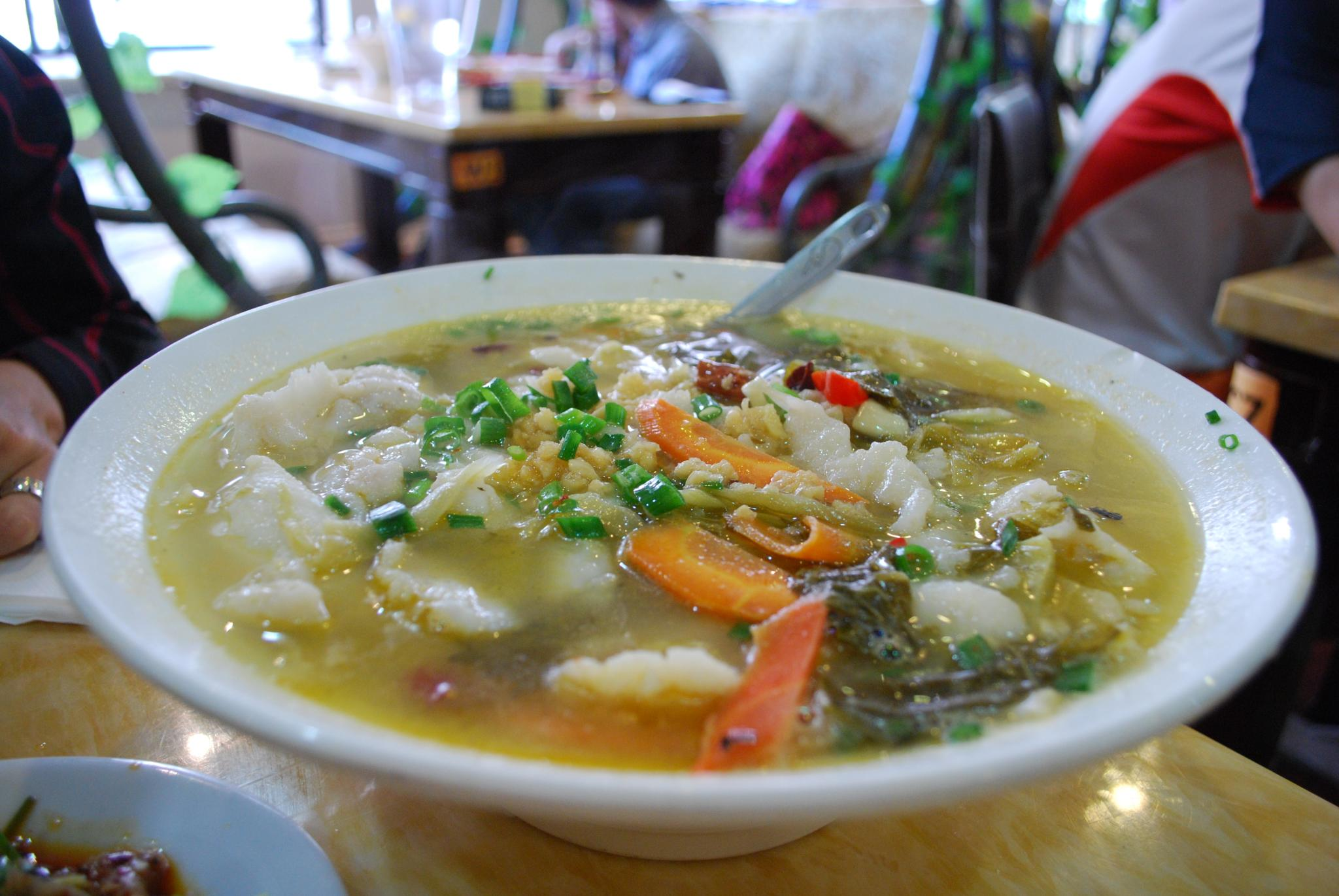
酸菜鱼
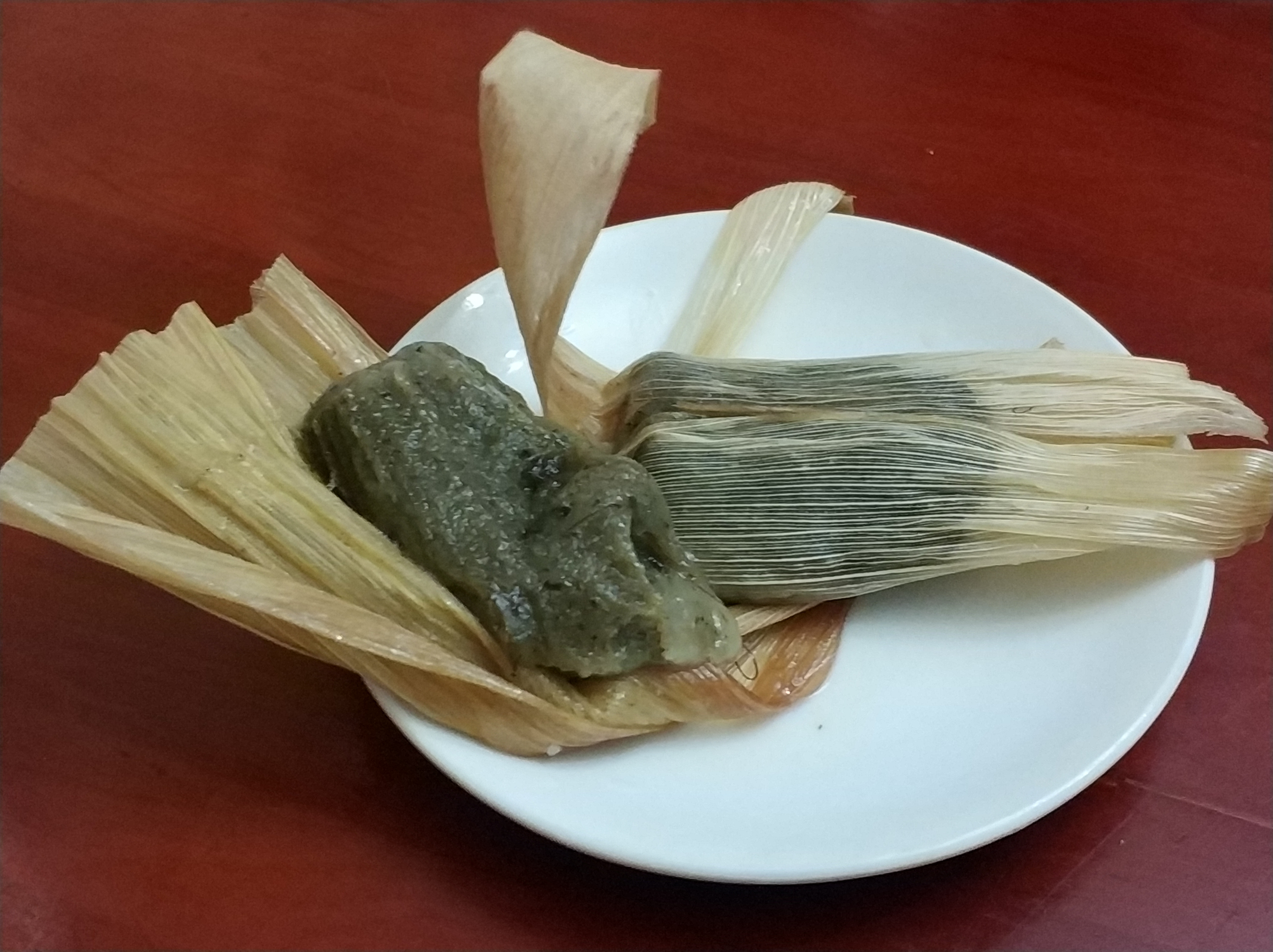
新都叶儿粑
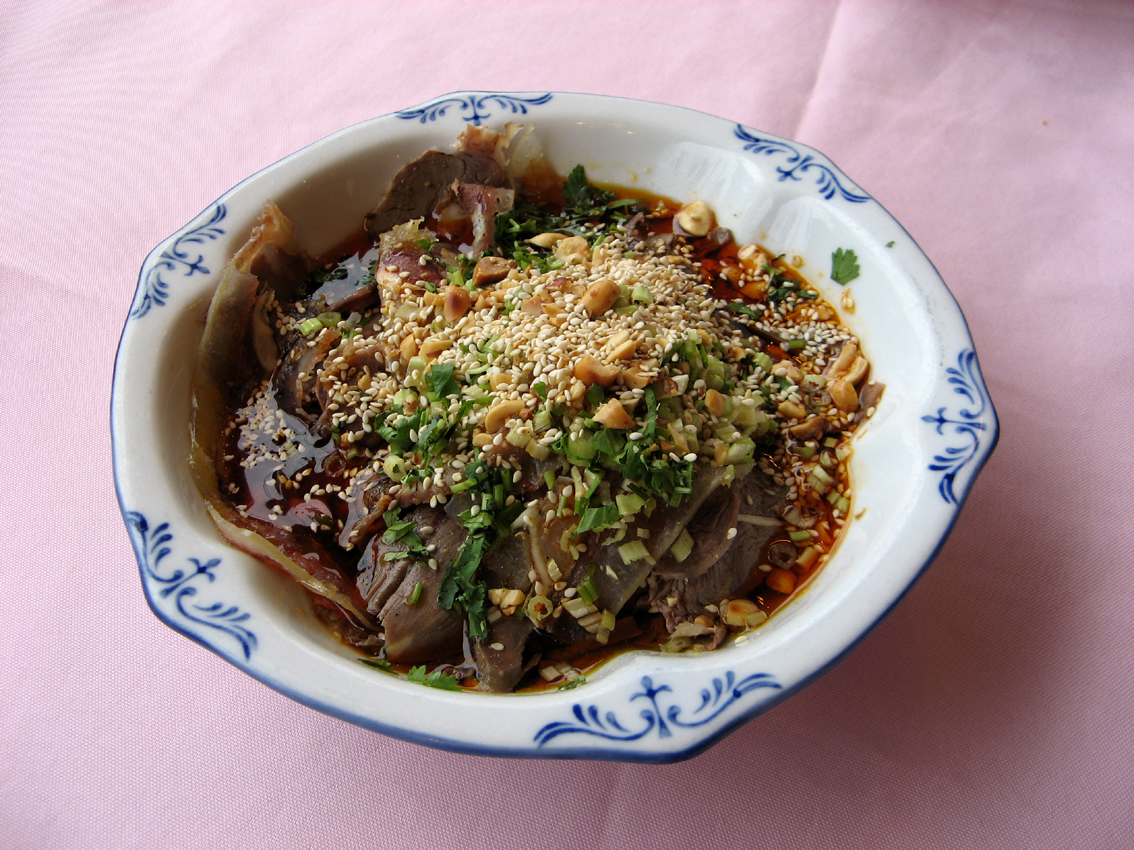
夫妻肺片
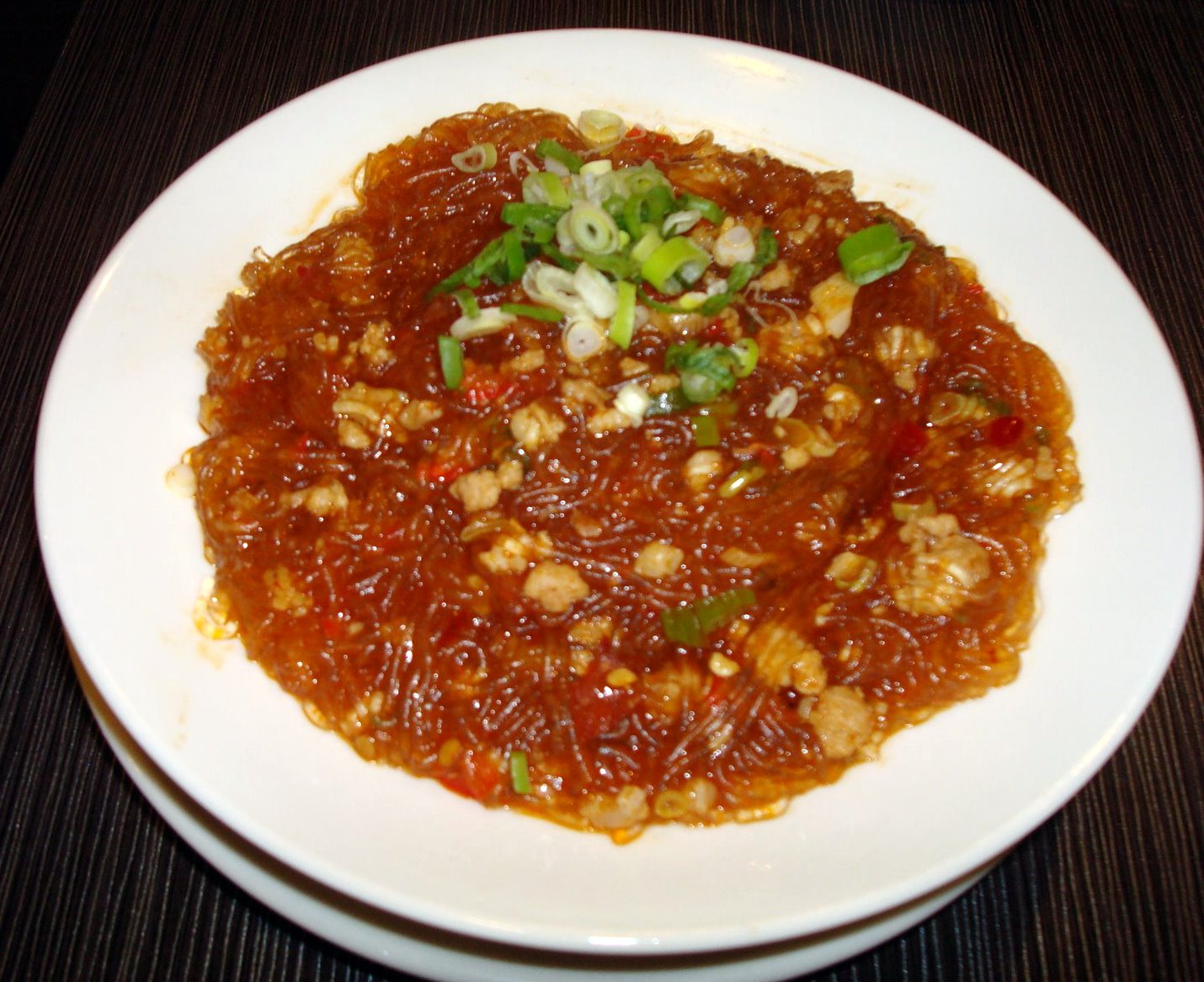
螞蟻上樹
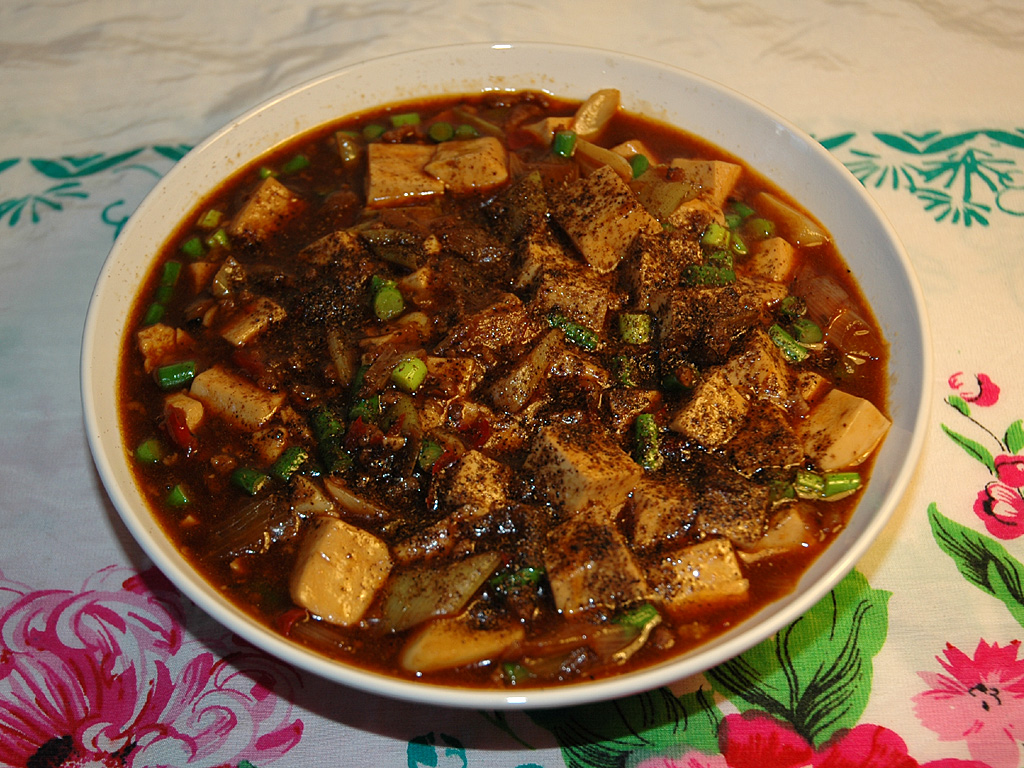
麻婆豆腐
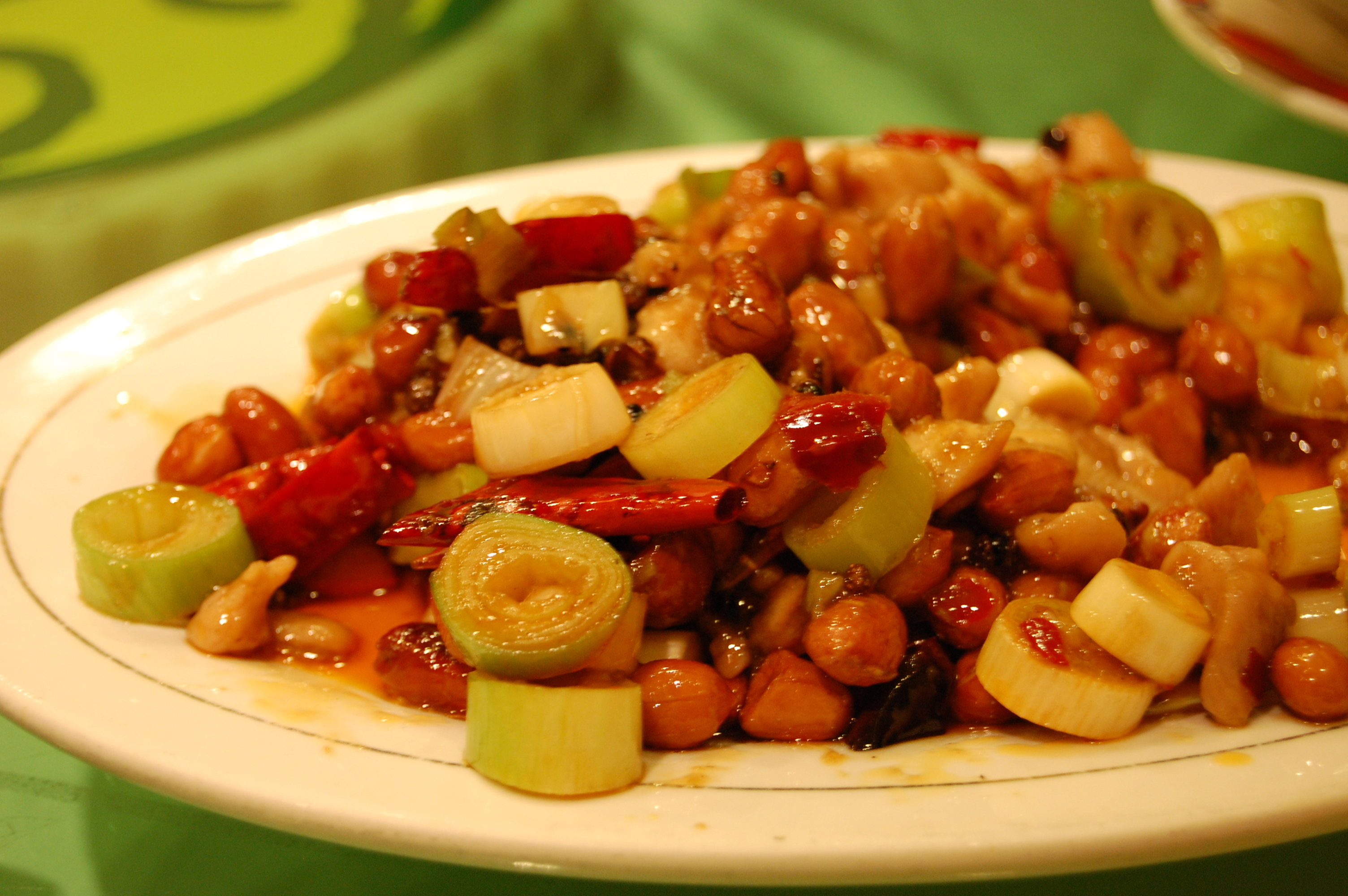
宮保雞丁
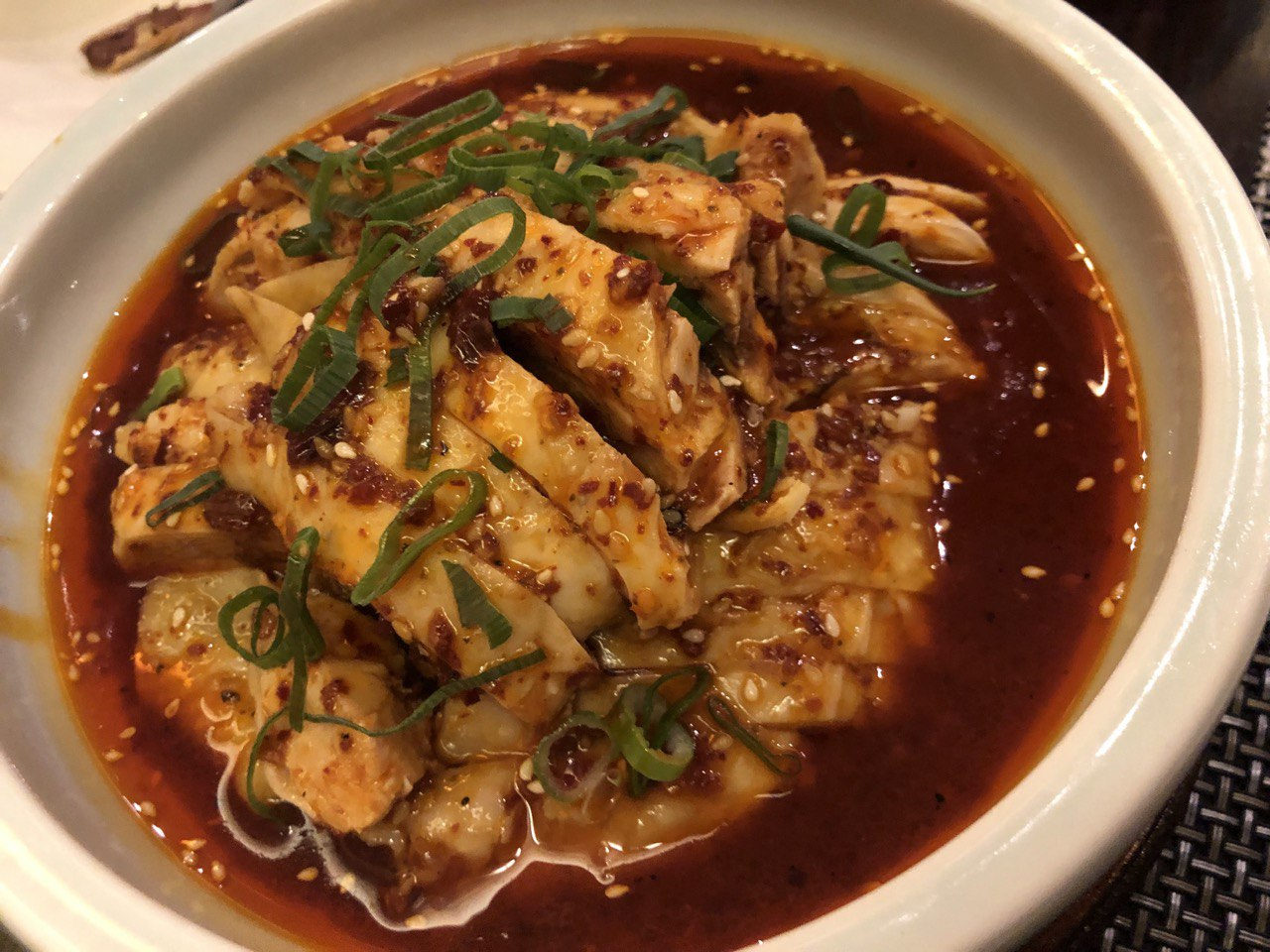
口水雞
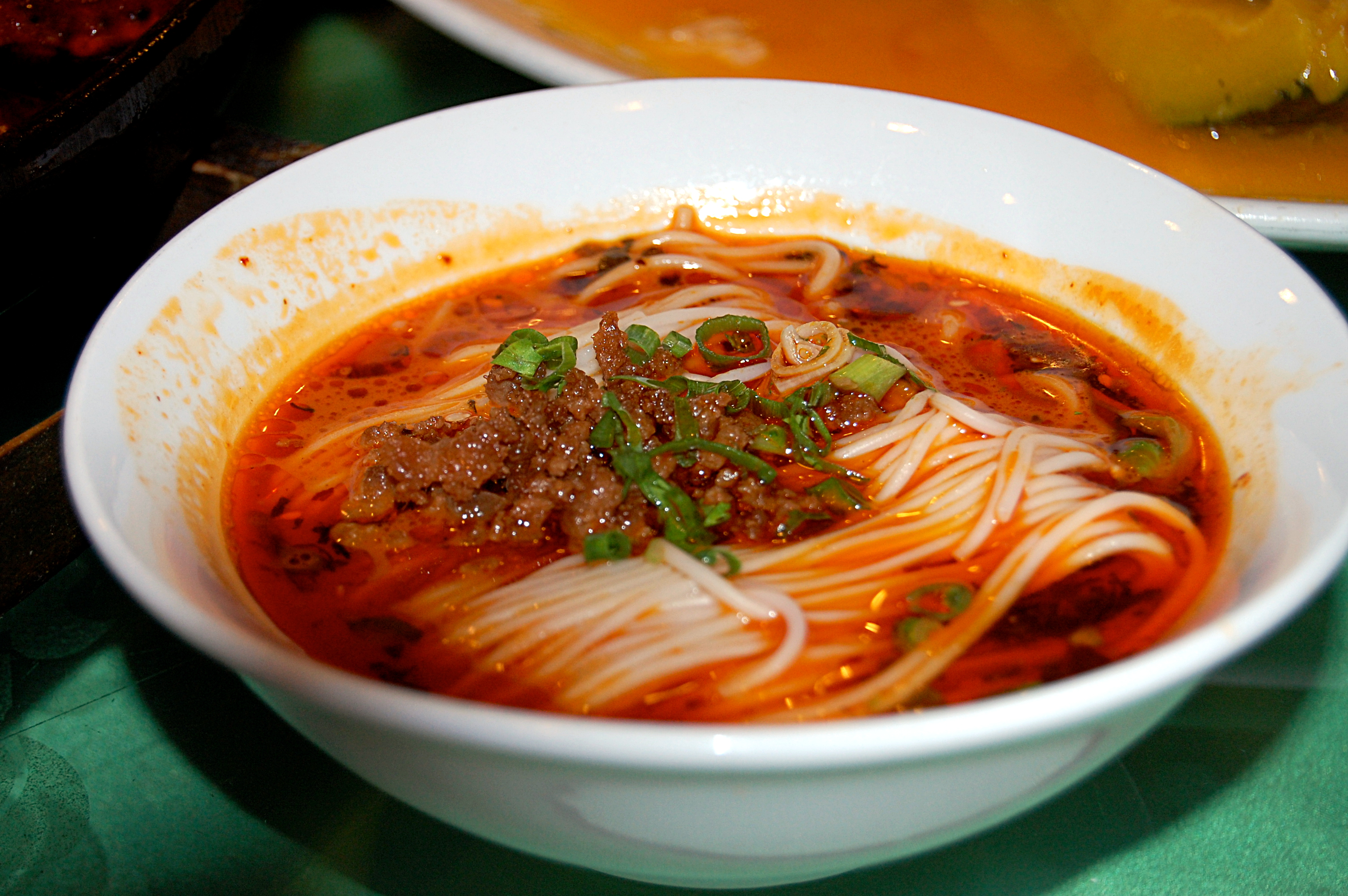
担担面
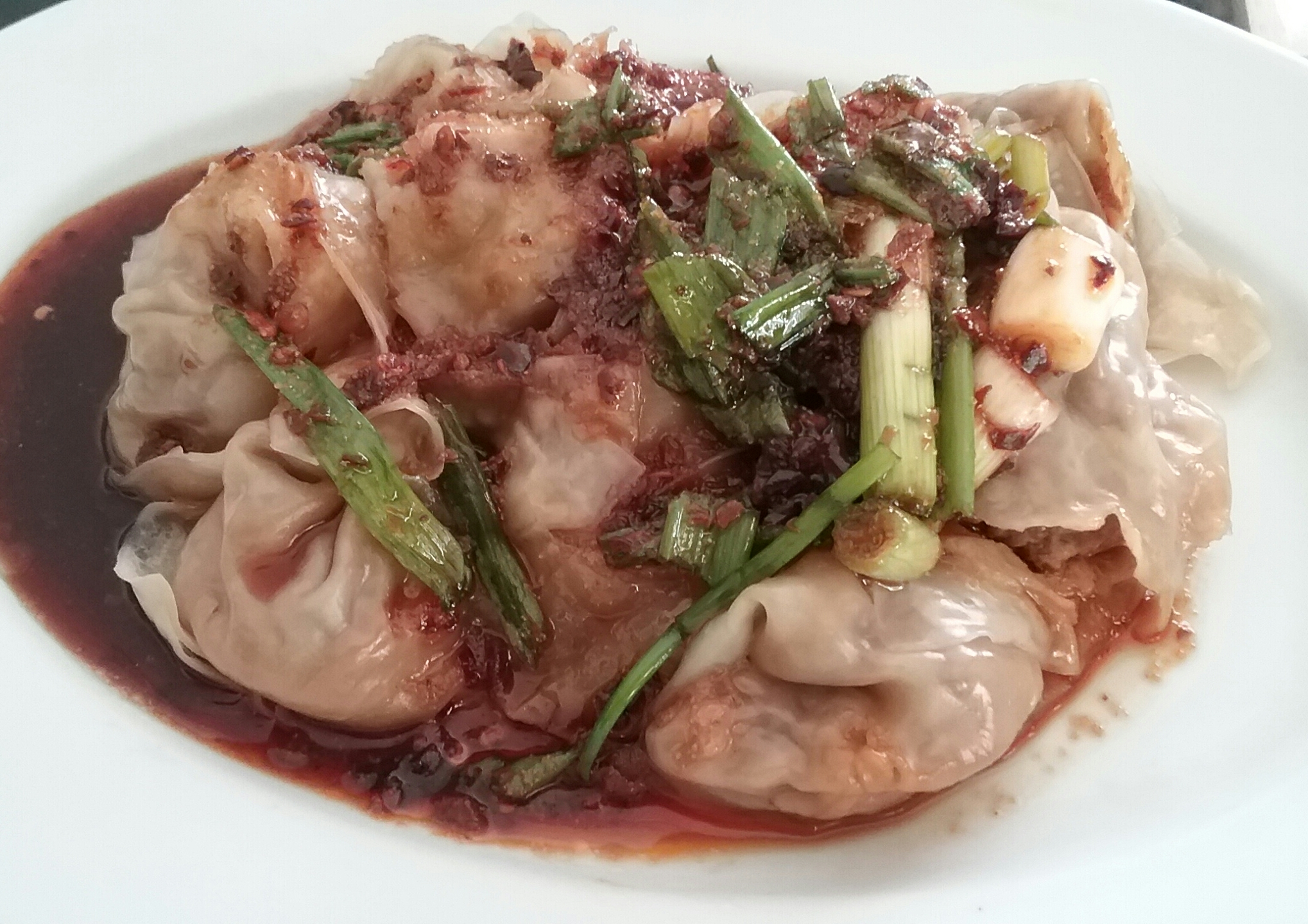
红油抄手
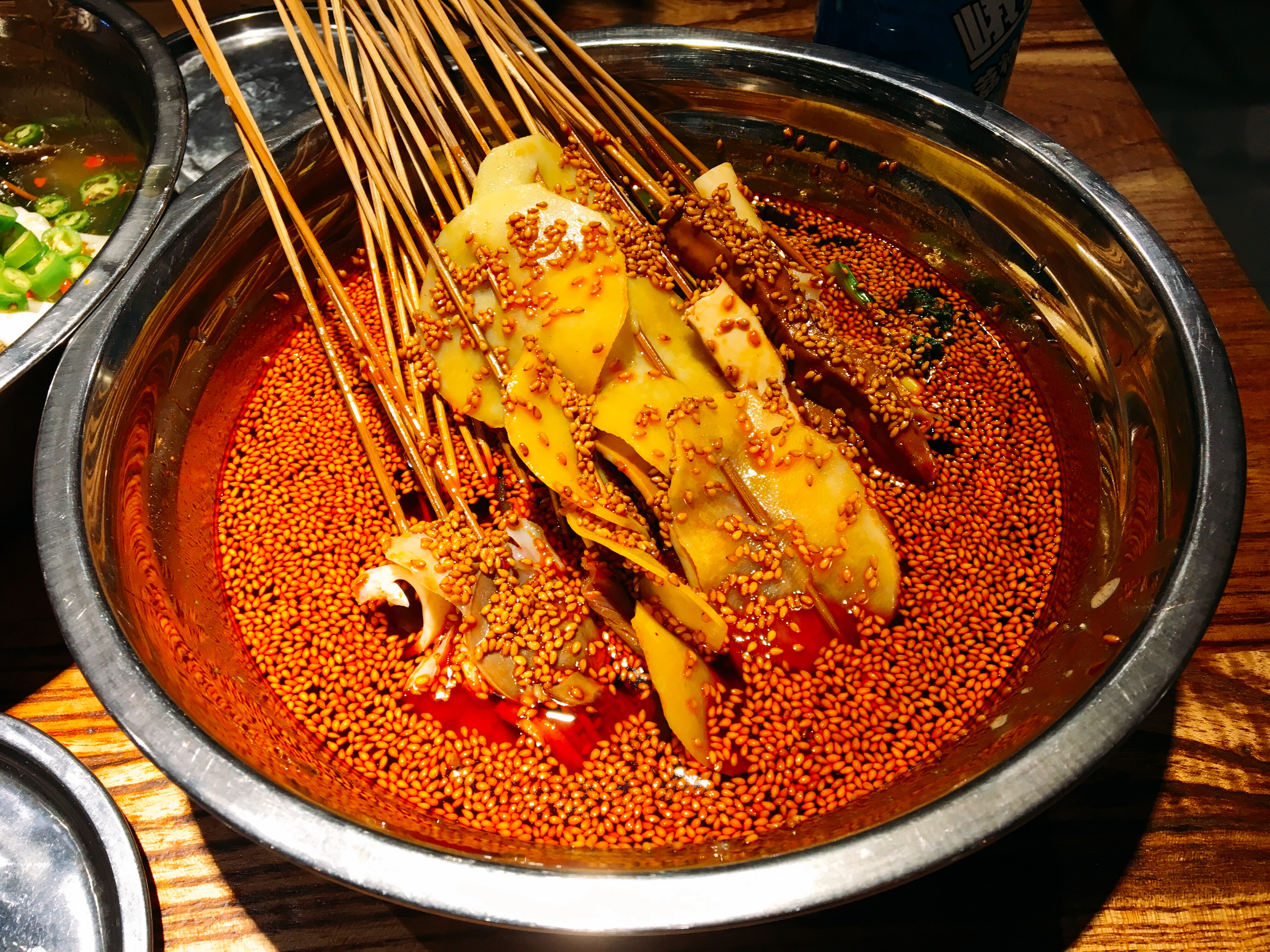
乐山钵钵鸡
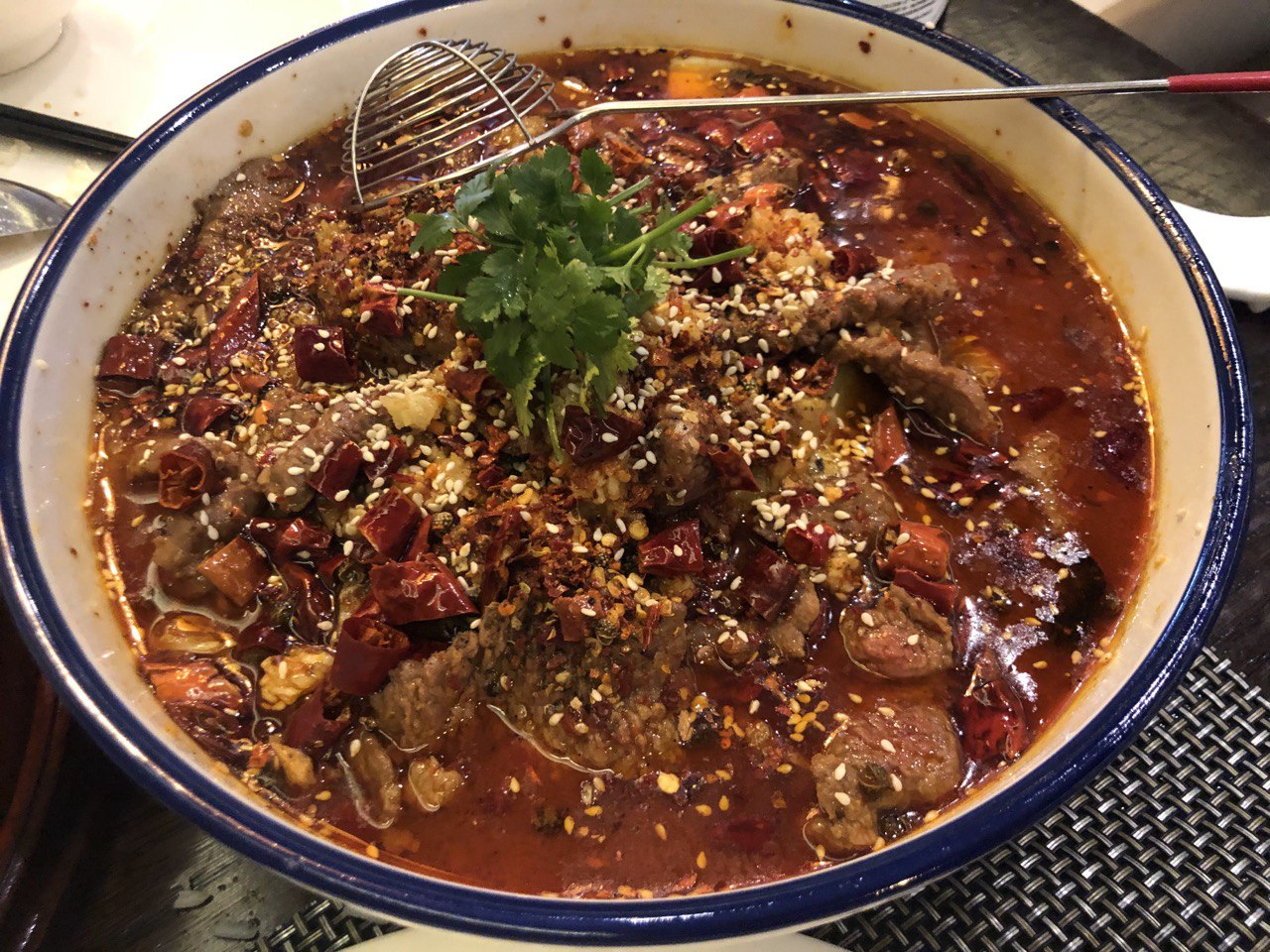
水煮牛肉
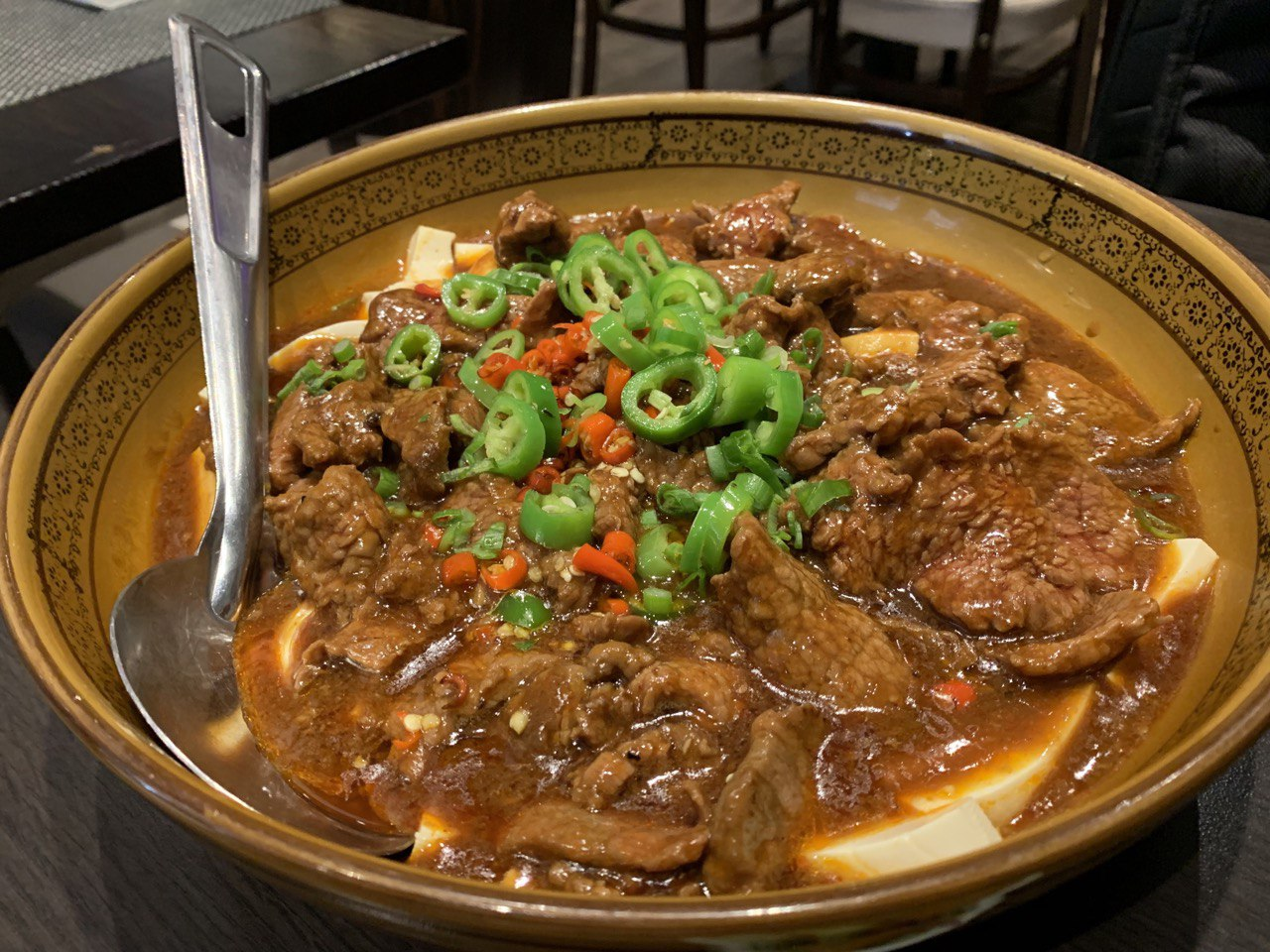
豆花牛柳
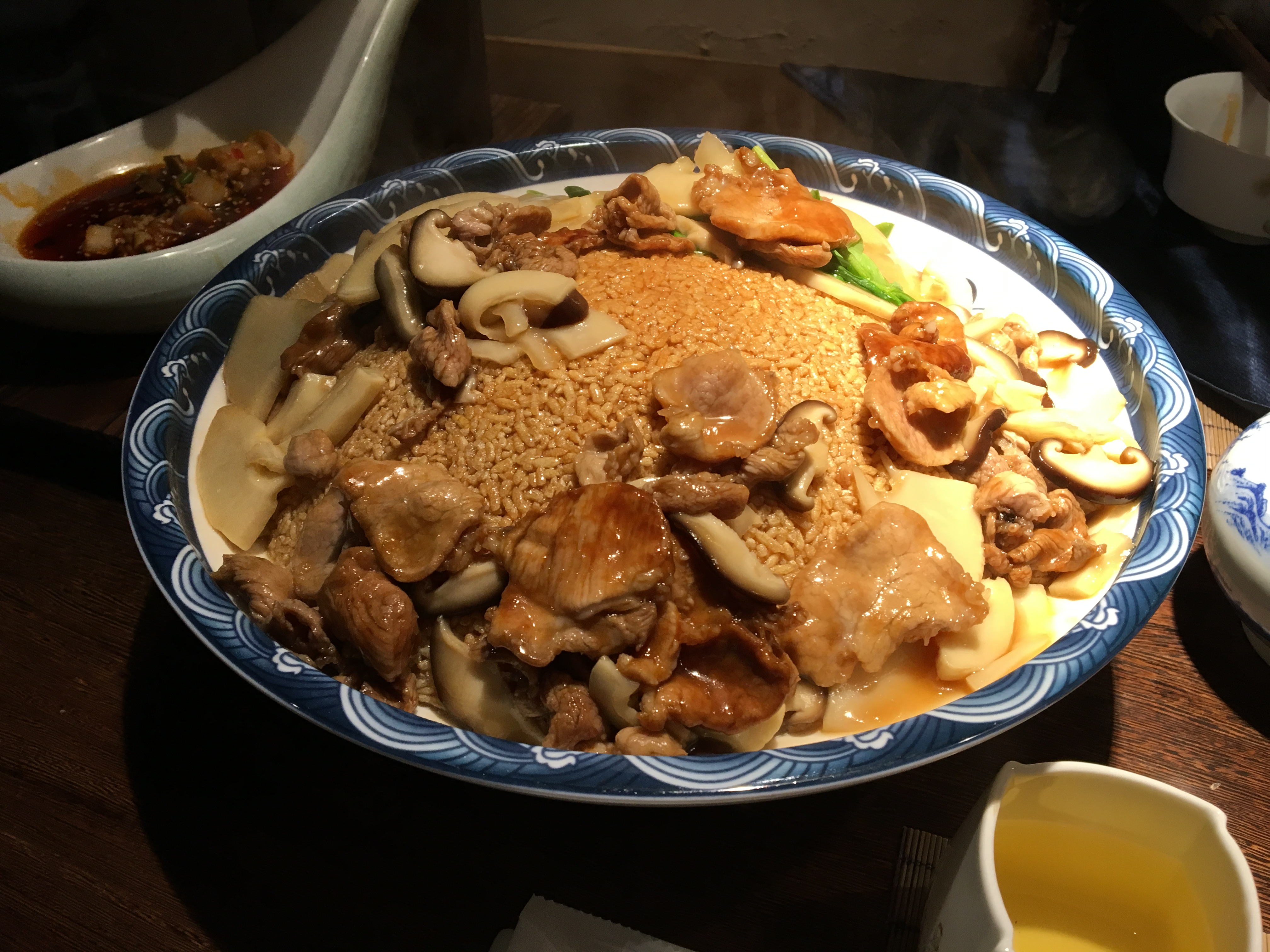
锅巴肉片
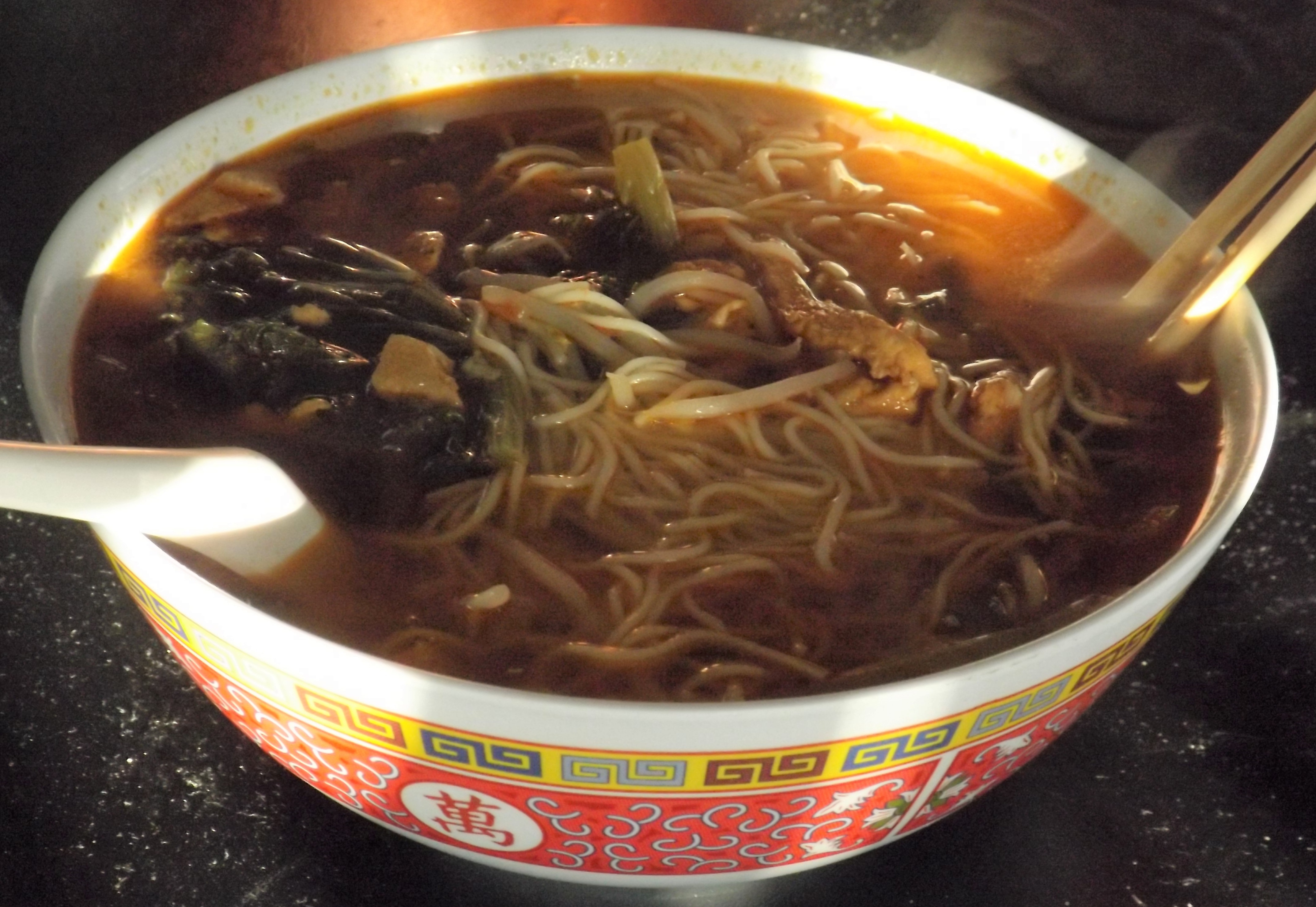
酸辣肉絲麵
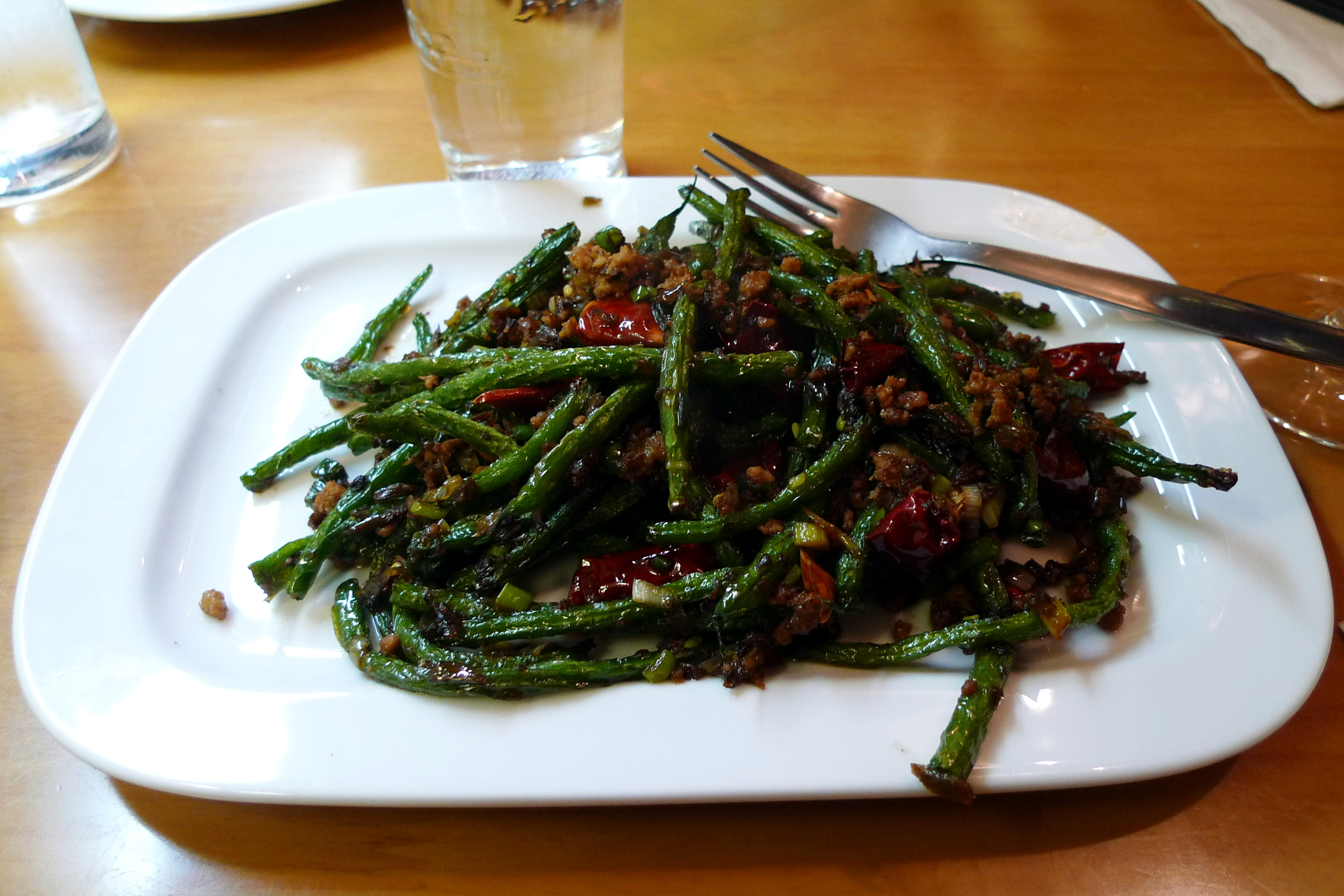
干煸四季豆
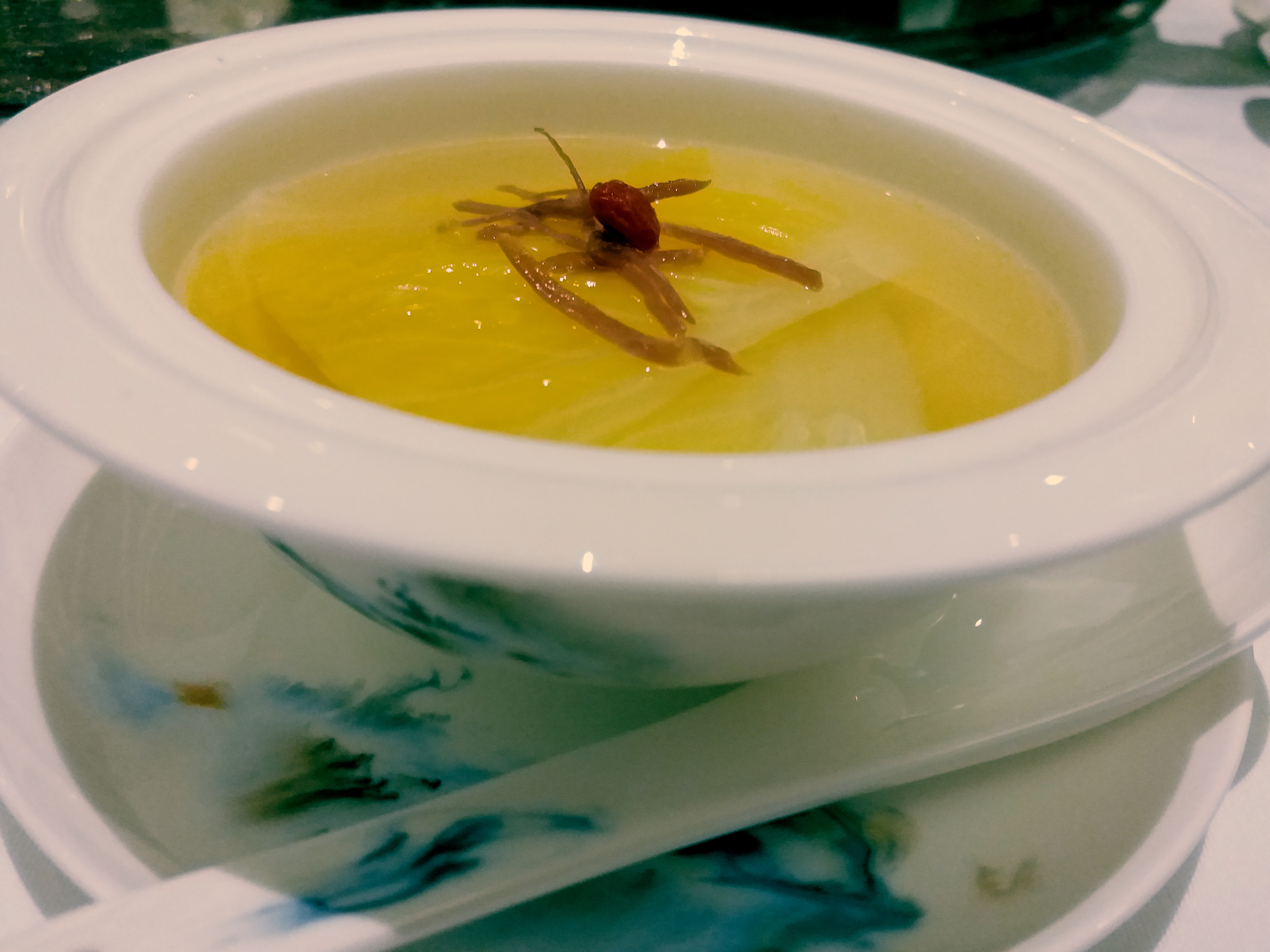
開水白菜